# Alejandro Costoya
Alejandro Costoya Rodríguez, né le 6 mai 1993 à Avilés, est un handballeur international espagnol évoluant au poste d'Arrière gauche au Chambéry SMBH depuis 2018.

## Palmarès

### En club
Compétitions nationales
- Deuxième du Championnat d'Espagne (2) : 2017, 2018
- Finaliste de la Coupe ASOBAL (1) : 2018
- Vainqueur de la Coupe de France (1) : 2019
- Troisième du Championnat de France (1) : 2019
- Finaliste de la Coupe de la Ligue (1) : 2022

### En équipe nationale
- 5e place au championnat du monde 2017
- Médaille d'or au Championnat d'Europe des moins de 20 ans 2012

### Distinctions individuelles
- élu meilleur arrière gauche du Championnat d'Espagne (2) : 2016-2017 et 2017-2018
- élu meilleur espoir du Championnat d'Espagne (2) : 2015-2016